# G.A. Hagemanns Guldmedalje
G.A. Hagemanns Guldmedalje er en dansk hædersbevisning, som tildeles danske ingeniører og naturvidenskabsfolk af Danmarks Tekniske Universitet. Den er opkaldt efter rektor G.A. Hagemann og blev første gang uddelt 1933. Tildelingen er uregelmæssig.

## Modtagere
Denne liste er ufuldstændig; hjælp gerne med at udfylde den.
- 1936: Axel Petersen
- 1936: Arnold Poulsen
- 1942: K. Erik Jensen
- 1942: Johannes Møllerhøj
- 1942: Georg Weber
- 1944: Haldor Topsøe
- 1952: Axel G. Jensen
- 1959: Georg Bruun
- 1959: Viggo Kjær
- 1959: Bent Scharøe Petersen
- 1963: Peter Naur
- 1993: Elo Harald Hansen[1]
- 2000: Tom Høholdt[1]
- 2003: Poul Harremoës[1]
- 2004: Klaus H. Ostenfeld[1]
- 2006: Klaus Bock[1]
- 2011: Vagn Lundsgaard Hansen[1]
- 2013: Jens Kehlet Nørskov[1]
- 2015: Thomas Kiørboe[1]
- 2018: Martin Philip Bendsøe[1]
- 2022: Thomas Højlund Christensen